# E-Ring
E-Ring (Pentágono: O Jogo do Poder ou E-Ring Centro de Comando) é um seriado norte-americano de gênero drama exibido originalmente pela NBC, com Benjamin Bratt interpretando o personagem principal, Maj. Jim Tisnewski, que tenta manter um equilíbrio entre conservar os Estados Unidos a salvo, proteger o resto do mundo e garantir a vida de cada cidadão.
A série estreou em 21 de Setembro de 2005 pela NBC, já foi exibida pelo Warner Channel e atualmente está sendo exibida a 1ª temporada no SBT e na FOX Portugal em Séries Premiadas todas as quartas-feiras.

## Descrição
No centro dos conflitos entre heróis militares e os civis a quem se responsabilizam, os problemas podem crescer até chegar a crises de vida e morte para cidadãos e para nações inteiras. Mesmo que as decisões mais críticas sejam tomadas por oficiais da inteligência em uma sala de conferência de guerra, ou essas ordens sejam executadas por agentes especiais no campo de batalha, o objetivo prioritário sempre será a sobrevivência da nação.
Sob o comando do Coronel Eli McNulty está o irreverente Major da Força Delta Jim “JT” Tisnewski e a muito inteligente Sargento Mestre Fuzileira Jocelyn Pierce, junto com Samantha “Sonny” Liston e o Conselheiro do Departamento de Defesa, Bobby Wilkerson, as quais tentam manter esse dedicado equilíbrio entre conservar os Estados Unidos a salvo, proteger o resto do mundo e garantir a vida de cada soldado.

## Personagens (elenco)
- Maj. Jim Tisnewski (Benjamin Bratt)
- Col. Eli McNulty (Dennis Hopper)
- Bobby Wilkerson (Kerr Smith)
- MSgt. Jocelyn Pierce (Aunjanue Ellis)
- Samantha "Sonny" Liston (Kelly Rutherford)
- Angie Aronson (Kelsey Oldershaw)
- Charlie Gutierrez (Maurice Compte)
- Beth Wilkerson (Ashley Williams)
- Ashley Nakahino (Brittany Ishibashi)
- Ken Watkins (Mitch Morris)
- Aaron Gerrity (Andrew McCarthy)

## Canais deTVque transmitem a série
| Emissora       | Dia da semana      | Horário | Temporadas |
| NBC            | Não é mais exibido |         |            |
| Warner Channel | Não é mais exibido |         |            |
| SBT            | Não é mais exibido |         |            |

## Ficha técnica
- Produção: NBC
- Origem: Estados Unidos
- Ano: 2005
- Produtor Executivo: Kenneth Biller